# You Don't Have to Mean It
«You Don't Have to Mean It»—en español: «No hace falta que lo digas en serio»— es una canción de la banda británica de rock The Rolling Stones, incluida en el álbum Bridges to Babylon de 1997. 
Esta pista con influencias del reggae, fue escrita por Mick Jagger y Keith Richards. Fue grabada entre los meses de marzo y julio de 1997, en los estudios Ocean Way, de Los Ángeles, Estados Unidos.

## Personal
Acreditados:
- Keith Richards: voz, guitarra eléctrica, coros.
- Ron Wood: guitarra eléctrica.
- Charlie Watts: batería.
- Clinton Clifford: piano, órgano.
- Darryl Jones: bajo.
- Joe Sublett: saxofón.
- Darrell Leonard: trompeta
- Jim Keltner: percusión.
- Bernard Fowler: coros.
- Blondie Chaplin: coros.